# سرقت هواپیما (فیلم ۱۹۷۲)
سرقت هواپیما (انگلیسی: Skyjacked) یک فیلم دلهره‌آور و درام آمریکایی در سبک ژانر فاجعه محصول سال ۱۹۷۲ با بازی چارلتون هستون، ایوت میمی‌یو و جیمز برولین است. این فیلم به کارگردانی جان گیلرمین بر اساس رمان روبوده اثر دیوید هارپر ساخته شده است. یک قهرمان سابق جنگ یک هواپیمای بوئینگ را می‌دزدد و درخواست دارد تا به روسیه برده شود.

## داستان
در طی یک پرواز معمولی به مینیاپولیس، مسافری (سوزان دی) در پرواز ۵۰۲ گلوبال ایرویز، بوئینگ ۷۰۷، متوجه تهدید بمب‌گذاری می‌شود که روی آینه حمام درجه یک با رژ لب نوشته شده است. کاپیتان هنک اوهارا (چارلتون هستون) بر این باور است که ممکن است یک فریب باشد، اما وقتی تهدید دوم  روی سینی سرویس مهماندار باقی می‌ماند، متقاعد می‌شود که دستورالعمل‌های آن را دنبال کند: "بمب در هواپیما به انکوریج، آلاسکا تغییر مسیر داد. بدون شوخی، بدون فوت و فن. برای جلوگیری از کاهش فشار انفجاری در مسیر، او در ارتفاع پایین‌تر پرواز می‌کند و مصرف سوخت را افزایش می‌دهد. جروم کی‌وبر (جیمز برولین)، هواپیماربا است. 